# Älvsbacka landskommun
Älvsbacka landskommun var en tidigare kommun i Värmlands län.

## Administrativ historik
Kommunen inrättades i Älvsbacka socken i Nyeds härad i Värmland när 1862 års kommunalförordningar trädde i kraft den 1 januari 1863.
Vid kommunreformen 1952 uppgick den i Nyeds landskommun som 1971 uppgick i Karlstads kommun.